# Sean O’Grady
Sean O’Grady (* 10. Februar 1959) ist ein ehemaliger US-amerikanischer Boxer im Leichtgewicht und Normalausleger. Er boxte im November 1980 gegen den Briten Jim Watt um den Weltmeistergürtel der WBC und scheiterte. Am 12. April des darauffolgenden Jahres errang er den WBA-Weltmeistertitel, indem er Hilmer Kenty seine erste Niederlage beibrachte.
O’Grady wurde von seinem Vater Pat O’Grady, dem Gründer der World Athletic Association (WAA), trainiert.